# کرونوستهایم
شهر کرونوستهایم (به آلمانی: Kornwestheim) در ایالت بادن-وورتمبرگ در کشور آلمان واقع شده‌است.